# 阿拉瓜亚纳
阿拉瓜亚纳是巴西马托格罗索州的一个市镇。总面积6415.109平方公里，总人口2974人，人口密度0.5人/平方公里。